# Lee Joon-gi
Dans ce nom coréen, le nom de famille, Lee, précède le nom personnel.
Lee Joon-gi, (coréen : 이준기), connu aussi sous le nom de Lee Jun-ki est un acteur, chanteur et mannequin sud-coréen, né le 17 avril 1982 à Busan. Il est connu pour avoir incarné le rôle de Gong-il dans le film Le Roi et le Clown.

## Biographie

### Carrière musicale et cinématographique
Lee Joon-gi a passé plus de cinquante auditions pendant un an dans l'espoir de décrocher un rôle sans réel succès. Le 28 juillet 2001, il est repéré par l'agence Mentor Entertainment alors qu'il passait une audition pour des agences cherchant de nouveaux talents. Ce n'est qu'en 2005 qu'il obtient son tout premier rôle principal dans le film Le Roi et le Clown où il interprète le rôle de Gong-gil, un clown efféminé. L'homosexualité du personnage qu'il incarnait l’inquiétait, il pensait que cela pouvait compromettre sa carrière d'acteur.

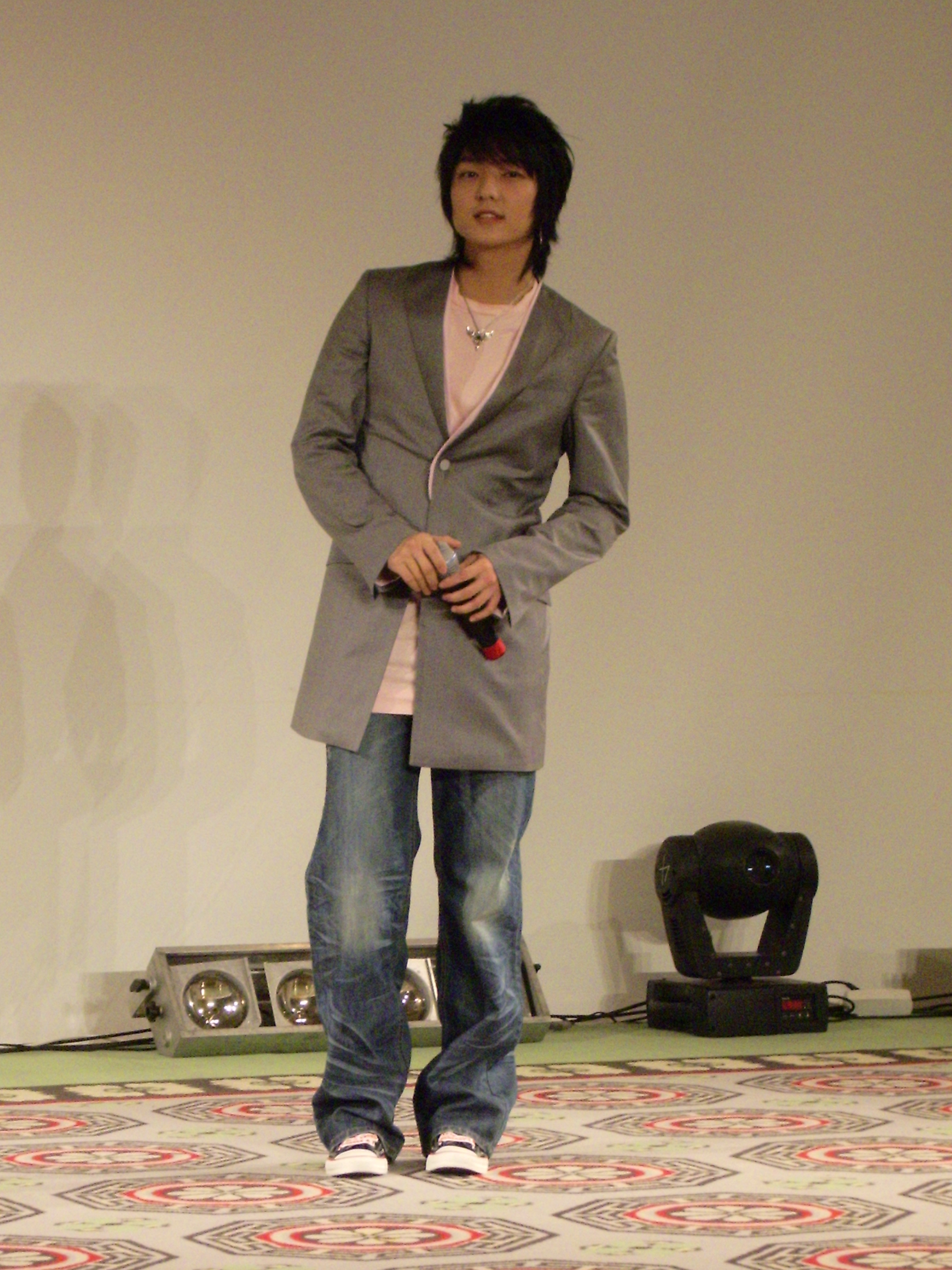
Lee Joon-gi lors d'un fan meeting sur l’île Jeju en janvier 2007.

En 2006, il joue dans le film Fly, Daddy, Fly, mais ne reçoit que la somme de 100 000 000 de wons car il a signé le contrat début décembre avant la sortie de Le Roi et le Clown : il était à ce moment-là un acteur encore inconnu. Lors de la 10e édition du festival international du film de Shanghai, il est remarqué par le célèbre réalisateur chinois, Chen Kaige, celui-ci lui propose de tourner un film avec lui en Chine. Ensuite, Lee Joon-gi est élu ambassadeur de la 10e édition du festival international du film fantastique de Puchon avec l'acteur Park Joong-hoon. Ce sont les premiers hommes avoir été choisis pour représenter le festival où habituellement, seules des actrices étaient représentées depuis 1997.
En septembre 2007, il incarne le rôle de Kim-min dans le film nippo-coréen Virgin Snow avec l'actrice japonaise Aoi Miyazaki. Il a d'ailleurs expliqué pourquoi il avait rejoint le casting, disant : « J'espère que ce film permettra d'améliorer les relations amicales entre les deux nations ». Le 22 novembre 2007, il est choisi comme ambassadeur pour la lutte contre le piratage en compagnie des acteurs Ahn Sung-ki et Uhm Tae-woong (en) afin de sensibiliser le public aux effets néfastes de la piraterie en Corée du Sud.

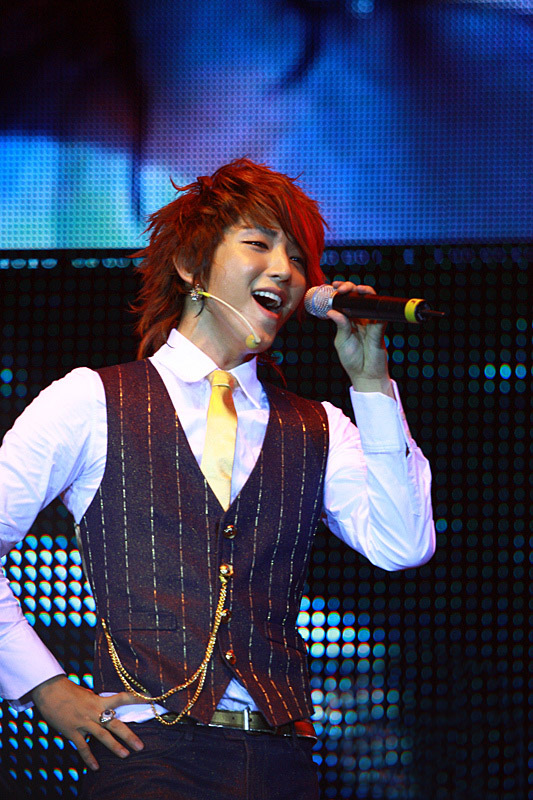
Lee Joon-gi à Shanghai en 2009.

Il participe à une série de litiges en septembre 2008 grâce son agence Mentor Entertainment, avant d'être poursuivi pour rupture de contrat pour laquelle a dû payer la somme de 500 000 000 de wons et fut accusé de cacher 1 000 000 000 de wons pour créer sa propre agence avec son manager. Il avait déclaré avoir subi un préjudice financier important que la société avait du mal à gérer les affaires fiscales et la répartition des bénéfices ; il les avait informés de l'annulation du contrat en février.
Le 29 juillet 2008, il est choisi comme ambassadeur du Séoul Hallyu Festival 2008, parrainé par le ministère de la Culture, des Sports et du Tourisme (en) afin d'améliorer l'image de la Corée du Sud en Asie et dans le monde ainsi promouvoir davantage le néologisme coréen hallyu comme une marque mondiale. Il a également déclaré : « Lorsque je choisis mon travail, je voudrais choisir celui qui implique de travailler avec d'autres pays. Au lieu de montrer une star hallyu, je vais faire de mon mieux pour montrer les meilleurs images de mon pays pour ceux qui aiment la Corée »,.
Il sort son premier album studio J Style le 17 avril 2009. Il a été classé 1er dans le classement musical Hanteo. L'une des chansons de l'album, Selfless Dedicated Trees a été écrite par Lee Joon-gi spécialement pour ses fans.
À la suite de l'expiration de son contrat avec l'agence Mentor Entertainment, Lee Joon-gi signe avec un nouvel organisme indépendant, la JG Company en février 2010. Le 3 mai 2010, Lee Joon-gi commence son service militaire obligatoire dans l'Armée de terre de la république de Corée pour cinq semaines de formation au camp d'entraînement militaire de Nonsan suivi par le service actif. Pendant son mandat, il a demandé la prolongation du tournage du film Grand Prix  dont il venait de commencer le tournage un mois auparavant, ainsi que celui de la série télévisée Faith, mais n'ayant pu obtenir cette prolongation, il décide d'abandonner les deux projets,. Le 21 août 2010, un cadre en acier le heurte pendant la dernière répétition de la comédie musicale, Voyage of Life dans laquelle il jouait avec l'acteur Ju Ji-hoon, et qui commémore le soixantième anniversaire de la guerre de Corée. Il fut conduit d'urgence à l'hôpital de l'université nationale de Séoul. L'accident lui a valu 50 points de suture. Son médecin lui a recommandé de prendre du repos afin d'éviter que sa plaie ne s'infecte. Malgré le conseil de son médecin, il a insisté pour jouer dans la comédie musicale, considérant que ce premier spectacle était très important, aussi parce que le spectacle avait déjà vendu 98 % des billets et qu'il ne voulait pas décevoir ses fans étrangers venus voir le spectacle,. Il termine son service militaire le 16 février 2012.
Après son service militaire, il commence le tournage de la série télévisée fantastique Arang and the Magistrate avec l'actrice Shin Min-a en mai 2012. Il a tourné sans l'aide de cascadeurs. Le 27 septembre 2012, il reçoit le  prix de l'émission la plus populaire pour son émission Lee Jun Ki’s JG STYLE! dans la catégorie hallyu aux Skapa awards 2012 au Japon. Il n'a pas pu assister à la cérémonie en raison du tournage de la série télévisée Arang and the Magistrate  mais a filmé une vidéo dans laquelle il remercie ses fans et les personnes avec lesquelles il a travaillé.
En 2013, il joue le rôle de Jang Tae-san, un gangster qui apprend qu'il est le père d'une fille atteint d'une leucémie et qui doit à tout prix avoir une greffe de moelle osseuse dans la série télévisée Two Weeks.
Il fait ses débuts dans le cinéma hollywoodien dans le sixième et dernier volet de la série de films Resident Evil, Resident Evil 6 sorti en salles à partir du 27 janvier 2017.

### Carrière de mannequin
Bien avant d’être acteur, il avait commencé une carrière de mannequin en posant pour la marque Kimchi, So Basic en 2001.
Il pose pour la marque Pepsi, avec qui, il a signé un contrat d'une durée d'un an en 2008. Il a été choisi pour sa popularité croissante en Chine, à Hong Kong et à Taiwan. En juillet, il pose pour le catalogue d'automne de la marque de cosmétiques coréenne, VOV. Il a notamment fait don de l'argent qu'il a gagné lorsqu'il posait pour des publicités à la marque VOV pour aider des enfants atteints d'un cancer.

## Filmographie

### Cinéma
- 2004 : The Hotel Venus (호텔 금성) de Hideta Takahata : Caméo
- 2004 : Flying Boys (발레교습소) de Byun Young-joo : Dong-wan
- 2005 : Le Roi et le Clown (왕의 남자) de Lee Joon-ik : Gong-gil
- 2006 : Fly, Daddy, Fly (플라이 대디) de Choi Jong-tae : Go Seung-suk
- 2007 : May 18 (화려한 휴가) de Kim Ji-hoon : Kang Jin-woo
- 2007 : Virgin Snow (첫눈 / 初雪の恋 ヴァージン・スノー) de Han Sang-hye : Kim-min
- 2015 : Under The Sicily Sun (첫눈 de Lin Yu-Hsien : Joon-ho
- 2016 : Never Said Goodbye (Never Said Goodbye) de Lin Yu-Hsien : Jun Ho
- 2017 : Resident Evil 6 (Resident Evil: The Final Chapter) de Paul W. S. Anderson : Jun Ho

### Télévision

#### Séries télévisées
- 2003 : Nonstop 4 (논스톱4) : lui-même (caméo)
- 2004 : Drama City: What Should I Do? (드라마 시티:? 어떡 하지) : Seong-ho
- 2004 : Star's Echo (별의 소리 / あなたに逢いたくて) : Chan-gyu
- 2005 : My Girl (마이걸) : Seo Jung-woo
- 2006 : The 101st Proposal (101번째 프로포즈) : lui-même (caméo)
- 2007 : Time Between Dog and Wolf (개와 늑대의 시간) : Lee Soo-hyun / Kay
- 2008 : Iljimae (일지매) : Gyeom / Yong/ Iljimae
- 2009 : Hero (히어로) : Jin Do-hyuk
- 2012 : Arang and the Magistrate (아랑사또전) : Kim Eun-oh
- 2013 : Two Weeks (투윅스) : Jang Tae-san
- 2014 : Gunman in Joseon (조선 총잡이) : Park Yoon-kang / Hasegawa Hanjo
- 2015 : Scholar Who Walks the Night (밤을 걷는 선비) : Kim Seong-yeol
- 2015 : She Was Pretty (그녀는 예뻤다) : lui-même (caméo, épisode 9)
- 2016 : Moon Lovers: Scarlet Heart Ryeo (보보경심: 려) : Wang So
- 2017 : Criminal Minds (크리미넬 마인드) : Kim hyun jun
- 2018 : Lawless lawyers : Bong Sang Pil
- 2019 : Hotel Del Luna (tvN) : Prêtre (caméo)
- 2020 : Flower of Evil (악의 꽃) : Baek Hee Seong/ Do Hyun Soo
- 2022 : Again My Life (en) : Kim Hee-Woo
- 2023 : Arthdal Chronicles (아스달 연대기) : les jumeaux Eun-seom et Saya

#### Émissions
- 2009 : Family Outing (SBS, épisodes 48-49)
- 2012 : Lee Joon Gi's JG Style (Mnet)
- 2013 : Lee Joon Gi's JG World (Mnet)
- 2018 : Knowing Bros (en) (JTBC, épisodes 150-151)

## Discographie

### Musique de films et de séries télévisées
| Date | Titre                    | Titre original | Chansons                         |
| ---- | ------------------------ | -------------- | -------------------------------- |
| 2012 | Arang and the Magistrate | 아랑사또전     | One Day (하루만) One Day (inst.) |

## Distinctions

### Récompenses
| Année | Prix |
| ----- | --- |
| 2006  | - 27e Blue Dragon Film Awards : Prix du meilleur couple avec Kam Woo-sung pour Le Roi et le Clown - 27e Blue Dragon Film Awards : Prix de popularité pour Le Roi et le Clown - 8e Mnet MKMF Awards : Meilleur acteur dans un clip musical pour Grace de Lee Soo-young - 5e Korea Film Awards : Prix du meilleur nouveau acteur pour Le Roi et le Clown - 43e Festival du film de Daejong : L'acteur le plus populaire à l'étranger pour Le Roi et le Clown - 43e Festival du film de Daejong : Prix de popularité pour Le Roi et le Clown - 43e Festival du film de Daejong : Prix du meilleur nouveau acteur pour Le Roi et le Clown - 42e Baeksang Arts Awards : Prix du meilleur nouveau acteur pour Le Roi et le Clown - 42e Baeksang Arts Awards : Prix de popularité pour Le Roi et le Clown - 42e Baeksang Arts Awards : Prix 'In style' Fashion - Netizen's Choice Awards : Prix du meilleur nouveau acteur pour Le Roi et le Clown - Max Movie : Meilleur acteur pour Le Roi et le Clown |
| 2007  | - 10e Festival international du film de Shanghai : Star à l'étranger - 27e Festival internation du film de Hawaii : Rising Star Award - MBC Drama Awards : Prix d'excellence pour Time Between Dog And Wolf - China Fashion Awards : Artiste sud-coréen de l'année - Andre Kim Best Star Awards : Prix de la nouvelle et supérieure star - 43e Baeksang Arts Awards : Prix de popularité |
| 2008  | - Seoul Drama 2008 : Acteur le plus populaire pour Time Between Dog and Wolf - SBS Drama Awards : Top prix d'excellence pour Iljimae - SBS Drama Awards : Prix de popularité grâce aux internautes pour Iljimae - SBS Drama Awards : Top 10 Stars pour Iljimae |
| 2009  | - Mnet 20's Choice Awards : Prix de popularité masculin - MBC Drama Awards : People's Choice Award pour Hero |
| 2012  | - Skapa Award 2012 : Grand Prix - Lee Joon Gi's JG Style - MBC Drama Awards : Meilleur couple avec Shin Min-a pour Arang and the Magistrate |
| 2013  | - Seoul International Drama Awards : Acteur coréen exceptionnel pour Arang and the Magistrate - 2e APAN Star Awards : Meilleur acteur principal pour Two Weeks |
| 2014  | - KBS Drama Awards : Prix d'excellence, acteur dans un drama mi-long pour Gunman in Joseon - KBS Drama Awards : Meilleur couple avec Nam Sang-mi pour Gunman in Joseon |
| 2015  | - 10e Seoul International Drama Awards : Acteur coréen exceptionnel pour Gunman in Joseon |